# Дискография Келли Роуленд

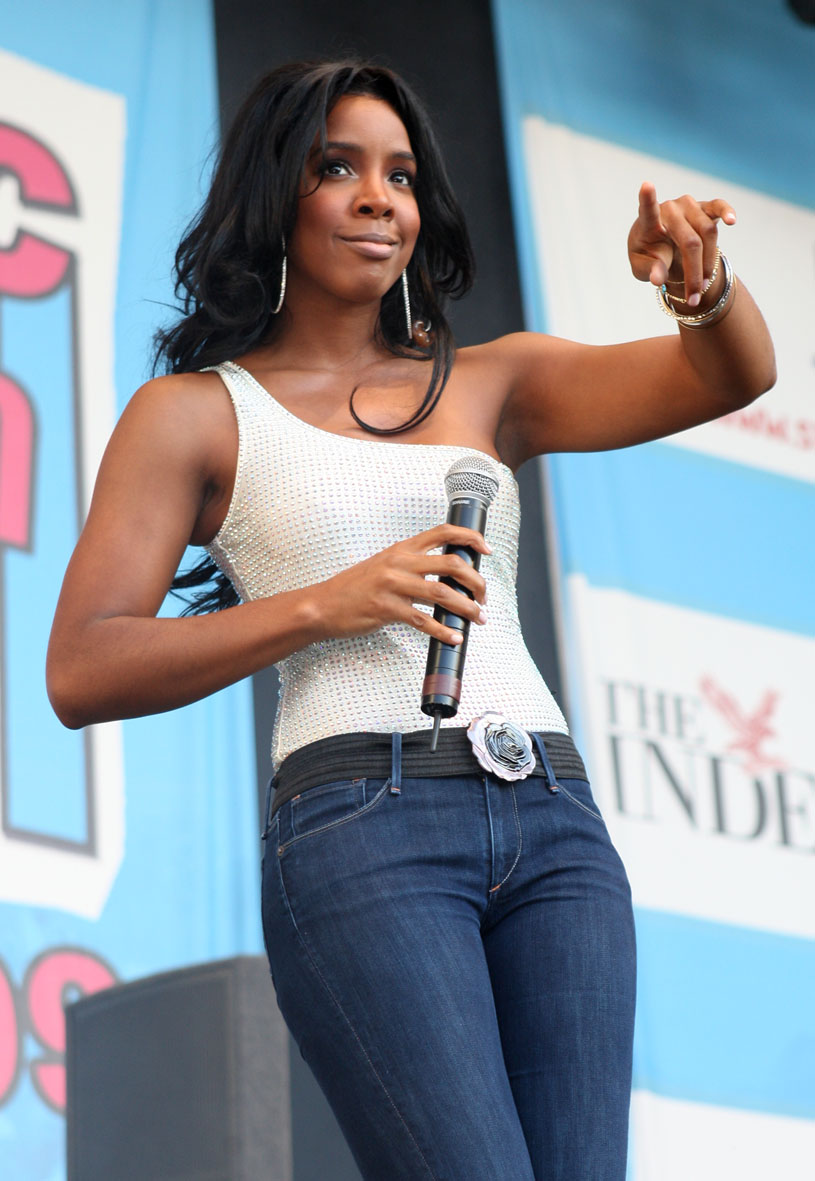
Келли Роуленд на фестивале «Love Music Hate Racism» в Сток-он-Тренте, Великобритания, в 2009 году

Дискография американской певицы Келли Роуленд включает в себя четыре студийных альбома, два сборника, один бокс-сет, три мини-альбома и сорок восемь синглов, в том числе двадцать один в качестве приглашённого артиста и шесть промосинглов.
Роуленд начала свою карьеру в 1997 году в составе одной из самых продаваемых девичьих групп Destiny’s Child, которая продала около 60 миллионов записей по всему миру. Как сольный исполнитель Роуленд продала более 30 миллионов записей по всему миру.
Во время хиатуса Destiny’s Child Роуленд выпустила свой дебютный сольный альбом Simply Deep (2002) на лейбле Columbia Records. Он включал её мировой сингл номер один «Dilemma», который провел десять недель подряд на вершине американского Billboard Hot 100. Другими синглами, выпущенными с альбома, стали «Stole», «Can’t Nobody» и «Train on a Track». «Stole» вошел в первую тридцатку Billboard Hot 100 и первую пятерку в большинстве других стран, включая Великобританию, где он достиг второго места. Альбом имел коммерческий успех, было продано более 2,5 миллионов копий по всему миру. Впоследствии он был сертифицирован платиной в Великобритании и золотом в Австралии, Ирландии, Новой Зеландии и США.
После распада Destiny’s Child в 2005 году Роуленд приняла участие в записи сингла рэперши Триши «Here We Go». Второй студийный альбом Келли, Ms. Kelly, был выпущен в 2007 году и дебютировал под номером шесть на американском Billboard 200. Из него были выпущены синглы «Like This», «Work», «Ghetto» и «Daylight». «Like This» попал в первую тридцатку Billboard Hot 100 и пятерку лучших в чартах Ирландии и Великобритании. «Work» вошла в первую десятку чартов в нескольких странах, включая Австралию, Италию, Новую Зеландию, Швейцарию, Великобританию и Россию. Ms. Kelly был куда менее успешеным, чем его предшественник, из-за чего Columbia Records расторгли контракт с Роуленд.
С 2009 по 2011 год Роуленд приняла участие в записи ряда коммерчески успешных синглов европейских артистов (Тициано Ферро, Дэвид Гетта, Тайни Темпа и Алекс Гаудино). Сотрудничество Роуланда с Геттой, «When Love Takes Over», вылилось в мировой супер-хит. Позже она подписала новый контракт с лейблом и также выпустила свой третий студийный альбом Here I Am (2011). Он дебютировал под номером три на Billboard 200. С альбома были выпущены синглы «Commander», «Rose Colored Glasses», «Forever and A Day», «Motivation», «Lay It on Me» и «Down For Whatever». «Commander» вошел в десятку лучших в нескольких чартах по всему миру, а «Motivation» возглавил американский хит-парад Hot R&B/Hip-Hop Songs и продержался на вершине в течение семи недель.
Свой четвёртый студийный альбом Talk a Good Game Роуленд выпустила в 2013 году. С альбома вышло два сингла: «Kisses Down Low» и «Dirty Laundry». Первому удалось добраться до 76 строчки в Billboard Hot 100, а также получить золотую сертификацию  от RIAA. После долгого перерыва в 2018 году она выпустила новый сингл «Kelly». В 2019 году вышел мини-альбом The Kelly Rowland Edition.

## Альбомы

### Студийные альбомы
| Название                                                                           | Детали                                                                             | Наивысшая позиция в чартах | Наивысшая позиция в чартах | Наивысшая позиция в чартах | Наивысшая позиция в чартах | Наивысшая позиция в чартах | Наивысшая позиция в чартах | Наивысшая позиция в чартах | Наивысшая позиция в чартах | Наивысшая позиция в чартах | Наивысшая позиция в чартах | Наивысшая позиция в чартах | Сертификации                                                                       |
| Название                                                                           | Детали                                                                             | US                         | US R&B/ HH                 | AUS                        | GER                        | IRL                        | ITA                        | JPN                        | NLD                        | NZ                         | SWI                        | UK                         | Сертификации                                                                       |
| ---------------------------------------------------------------------------------- | ---------------------------------------------------------------------------------- | -------------------------- | -------------------------- | -------------------------- | -------------------------- | -------------------------- | -------------------------- | -------------------------- | -------------------------- | -------------------------- | -------------------------- | -------------------------- | ---------------------------------------------------------------------------------- |
| Simply Deep                                                                        | - Выпущен: 22 октября 2002 - Форматs: CD - Лейбл: Columbia                         | 12                         | 3                          | 5                          | 14                         | 2                          | 50                         | 48                         | 16                         | 7                          | 17                         | 1                          | - RIAA: Золотой - ARIA: Золотой - BPI: Платиновый - IRMA: Золотой - RIANZ: Золотой |
| Ms. Kelly                                                                          | - Выпущен: 22 июня 2007 - Форматs: CD, цифровая загрузка - Лейбл: Columbia         | 6                          | 2                          | 44                         | 80                         | 46                         | 41                         | 26                         | 61                         | —                          | 38                         | 23                         |                                                                                    |
| Here I Am                                                                          | - Выпущен: 26 июля 2011 - Форматs: CD, цифровая загрузка - Лейбл: Universal Motown | 3                          | 1                          | 61                         | —                          | 87                         | —                          | 126                        | —                          | —                          | 69                         | 43                         | - BPI: Серебряный                                                                  |
| Talk a Good Game                                                                   | - Выпущен: 14 июня 2013 - Форматs: CD, цифровая загрузка - Лейбл: Republic         | 4                          | 4                          | —                          | —                          | —                          | —                          | —                          | —                          | —                          | 74                         | 80                         |                                                                                    |
| Символ «—» означает, что альбом не попал в чарт или не выпускался в данной стране. |                                                                                    |                            |                            |                            |                            |                            |                            |                            |                            |                            |                            |                            |                                                                                    |

### Бокс-сеты и сборники
| Название                                 | Детали                                                                                                |
| ---------------------------------------- | --- |
| Simply Deep / Ms. Kelly: Deluxe Edition  | - Выпущен: 27 сентября 2010 - Формат: Double CD - Лейбл: Columbia, Sony Music                         |
| Work: The Best of Kelly Rowland          | - Выпущен: 25 октября 2010 - Форматs: CD, цифровая загрузка - Лейбл: Camden, Sony Music (88697780762) |
| Playlist: the Very Best of Kelly Rowland | - Выпущен: 18 октября 2011 - Форматs: CD, цифровая загрузка - Лейбл: Sony Legacy                      |

### Мини-альбомы
| Название                    | Детали                                                                            |
| --------------------------- | --------------------------------------------------------------------------------- |
| Ms. Kelly: Diva Deluxe      | - Выпущен: 25 мая 2008 - Формат: цифровая загрузка - Лейбл: Music World, Columbia |
| Ms. Kelly Deluxe Digital EP | - Выпущен: 27 июня 2008 - Формат: цифровая загрузка - Лейбл: Columbia, Sony Music |
| The Kelly Rowland Edition   | - Выпущен: 18 мая 2019 - Формат: цифровая загрузка, стриминг                      |

## Синглы

### Как главный артист
| Название                                                                          | Год  | Наивысшая позиция в чартах | Наивысшая позиция в чартах | Наивысшая позиция в чартах | Наивысшая позиция в чартах | Наивысшая позиция в чартах | Наивысшая позиция в чартах | Наивысшая позиция в чартах | Наивысшая позиция в чартах | Наивысшая позиция в чартах | Наивысшая позиция в чартах | Сертификации | Альбом                 |
| Название                                                                          | Год  | US                         | US R&B/ HH                 | AUS                        | GER                        | IRL                        | ITA                        | NLD                        | NZ                         | SWI                        | UK                         | Сертификации | Альбом                 |
| --------------------------------------------------------------------------------- | ---- | -------------------------- | -------------------------- | -------------------------- | -------------------------- | -------------------------- | -------------------------- | -------------------------- | -------------------------- | -------------------------- | -------------------------- | --- | ---------------------- |
| «Dilemma» (совместно с Nelly)                                                     | 2002 | 1                          | 1                          | 1                          | 1                          | 1                          | 3                          | 1                          | 2                          | 1                          | 1                          | - ARIA: 3× Платиновый - BPI: 2×Платиновый - BVMI: Золотой - IFPI SWI: Платиновый - NVPI: Золотой - RIANZ: Платиновый | Simply Deep            |
| «Stole»                                                                           | 2002 | 27                         | 54                         | 2                          | 15                         | 3                          | 12                         | 8                          | 3                          | 9                          | 2                          | - ARIA: Платиновый - BPI: Серебряный - RIANZ: Золотой                                                                | Simply Deep            |
| «Can’t Nobody»                                                                    | 2003 | 97                         | 72                         | 13                         | 66                         | 15                         | —                          | 16                         | 38                         | 37                         | 5                          | - ARIA: Золотой | Simply Deep            |
| «Train on a Track»                                                                | 2003 | —                          | —                          | 61                         | 93                         | 44                         | —                          | 56                         | —                          | 67                         | 20                         | | Simply Deep            |
| «Like This» (при участии Eve)                                                     | 2007 | 30                         | 7                          | 13                         | —                          | 5                          | —                          | 46                         | 11                         | 77                         | 4                          | | Ms. Kelly              |
| «Ghetto» (при участии Snoop Dogg)                                                 | 2007 | —                          | —                          | —                          | —                          | —                          | —                          | —                          | —                          | —                          | —                          | | Ms. Kelly              |
| «Work»                                                                            | 2008 | —                          | —                          | 6                          | 25                         | 12                         | 6                          | 18                         | 10                         | 8                          | 4                          | - ARIA: Платиновый - BPI: Серебряный - FIMI: Платиновый                                                              | Ms. Kelly              |
| «Daylight» (при участии Travis McCoy)                                             | 2008 | —                          | —                          | 43                         | —                          | 43                         | —                          | 55                         | —                          | —                          | 14                         | | Ms. Kelly: Diva Deluxe |
| «Commander» (при участии David Guetta)                                            | 2010 | —                          | —                          | 61                         | 16                         | 13                         | —                          | 33                         | 16                         | 46                         | 9                          | - RIANZ: Золотой - BPI: Золотой                                                                                      | Here I Am              |
| «Rose Colored Glasses»                                                            | 2010 | —                          | —                          | —                          | —                          | —                          | —                          | —                          | —                          | —                          | —                          | | Here I Am              |
| «Grown WomanGrown Woman»                                                          | 2010 | —                          | 51                         | —                          | —                          | —                          | —                          | —                          | —                          | —                          | —                          | | без альбома            |
| «Forever and a Day»                                                               | 2010 | —                          | —                          | —                          | —                          | —                          | —                          | —                          | —                          | —                          | 49                         | | Here I Am              |
| «Motivation» (при участии Lil Wayne)                                              | 2011 | 17                         | 1                          | —                          | —                          | —                          | —                          | —                          | —                          | —                          | 169                        | - RIAA: 2× Платиновый                                                                                                | Here I Am              |
| «Lay It on Me» (при участии Big Sean)                                             | 2011 | —                          | 43                         | —                          | —                          | —                          | —                          | —                          | —                          | —                          | 69                         | | Here I Am              |
| «Down for Whatever» (при участии The WAV.s)                                       | 2011 | —                          | —                          | —                          | 31                         | 16                         | —                          | —                          | —                          | 62                         | 6                          | | Here I Am              |
| «Ice» (при участии Lil Wayne)                                                     | 2012 | 88                         | 24                         | —                          | —                          | —                          | —                          | —                          | —                          | —                          | —                          | | без альбома            |
| «Kisses Down Low»                                                                 | 2013 | 72                         | 25                         | —                          | —                          | —                          | —                          | —                          | —                          | —                          | —                          | - RIAA: Золотой | Talk a Good Game       |
| «Dirty Laundry»                                                                   | 2013 | —                          | 47                         | —                          | —                          | —                          | —                          | —                          | —                          | —                          | —                          | | Talk a Good Game       |
| «Kelly»                                                                           | 2018 | —                          | —                          | —                          | —                          | —                          | —                          | —                          | —                          | —                          | —                          | | без альбома            |
| «Love You More at Christmas Time»                                                 | 2019 | —                          | —                          | —                          | —                          | —                          | —                          | —                          | —                          | —                          | —                          | | без альбома            |
| «Coffee»                                                                          | 2020 | —                          | —                          | —                          | —                          | —                          | —                          | —                          | —                          | —                          | —                          | | без альбома            |
| Символ «—» означает, что сингл не попал в чарт или не выпускался в данной стране. |      |                            |                            |                            |                            |                            |                            |                            |                            |                            |                            | |                        |

### Как приглашённый артист
| Название                                                                          | Год  | Наивысшая позиция в чартах | Наивысшая позиция в чартах | Наивысшая позиция в чартах | Наивысшая позиция в чартах | Наивысшая позиция в чартах | Наивысшая позиция в чартах | Наивысшая позиция в чартах | Наивысшая позиция в чартах | Наивысшая позиция в чартах | Наивысшая позиция в чартах | Сертификации | Альбом                            |
| Название                                                                          | Год  | US                         | US R&B/ HH                 | AUS                        | GER                        | IRL                        | ITA                        | NLD                        | NZ                         | SWI                        | UK                         | Сертификации | Альбом                            |
| --------------------------------------------------------------------------------- | ---- | -------------------------- | -------------------------- | -------------------------- | -------------------------- | -------------------------- | -------------------------- | -------------------------- | -------------------------- | -------------------------- | -------------------------- | --- | --------------------------------- |
| «Une femme en prison» (Stomy Bugsy при участии Келли Роуленд)                     | 2003 | —                          | —                          | —                          | —                          | —                          | —                          | —                          | —                          | —                          | —                          | | 4ème Round                        |
| «Here We Go» (Трина при участии Келли Роуленд)                                    | 2005 | 17                         | 8                          | —                          | —                          | —                          | —                          | —                          | 17                         | —                          | 15                         | - RIAA: Золотой | Glamorest Life                    |
| «No Future in the Past» (Надья при участии Келли Роуленд)                         | 2008 | —                          | —                          | —                          | —                          | —                          | —                          | —                          | —                          | —                          | —                          | | Électron Libre                    |
| «Breathe Gentle» (Tiziano Ferro при участии Келли Роуленд)                        | 2009 | —                          | —                          | —                          | —                          | —                          | 2                          | 9                          | —                          | —                          | —                          | - FIMI: Золотой | Alla Mia Età                      |
| «When Love Takes Over» (David Guetta при участии Келли Роуленд)                   | 2009 | 76                         | —                          | 6                          | 2                          | 1                          | 1                          | 2                          | 7                          | 1                          | 1                          | - ARIA: 2× Платиновый - BPI: Платиновый - BVMI: Платиновый - FIMI: Платиновый - IFPI SWI: Платиновый - RIANZ: Платиновый | One Love                          |
| «Invincible» (Тайни Темпа при участии Келли Роуленд)                              | 2010 | —                          | —                          | 38                         | 39                         | 13                         | —                          | 53                         | 5                          | 33                         | 11                         | - BPI: Серебряный - RIANZ: Золотой                                                                                       | Disc-Overy                        |
| «What a Feeling» (Alex Gaudino при участии Келли Роуленд)                         | 2011 | —                          | —                          | —                          | 84                         | 38                         | —                          | 27                         | —                          | —                          | 6                          | | Doctor Love                       |
| «Gone» (Nelly при участии Келли Роуленд)                                          | 2011 | —                          | 59                         | 55                         | —                          | —                          | —                          | —                          | —                          | —                          | 58                         | | 5.0                               |
| «Favor» (Lonny Bereal при участии Келли Роуленд)                                  | 2011 | —                          | 83                         | —                          | —                          | —                          | —                          | —                          | —                          | —                          | —                          | | The Love Train                    |
| «Boo Thang» (Verse Simmonds при участии Келли Роуленд)                            | 2011 | —                          | 44                         | —                          | —                          | —                          | —                          | —                          | —                          | —                          | —                          | | Sextape Chronicles 2              |
| «How Deep Is Your Love» (Sean Paul при участии Келли Роуленд)                     | 2012 | —                          | —                          | —                          | —                          | —                          | —                          | —                          | —                          | 72                         | —                          | | Tomahawk Technique                |
| «Representin» (Ludacris при участии Келли Роуленд)                                | 2012 | 97                         | 28                         | —                          | —                          | —                          | —                          | —                          | —                          | —                          | —                          | | без альбома                       |
| «Mama Told Me» (Big Boi при участии Келли Роуленд)                                | 2012 | —                          | —                          | —                          | —                          | —                          | —                          | —                          | —                          | —                          | —                          | | Vicious Lies and Dangerous Rumors |
| «Neva End (Remix)» (Future при участии Келли Роуленд)                             | 2012 | 52                         | 14                         | —                          | —                          | —                          | —                          | —                          | —                          | —                          | —                          | | Pluto 3D                          |
| «Without Me» (Fantasia при участии Келли Роуленд и Missy Elliott)                 | 2013 | 74                         | 26                         | —                          | —                          | —                          | —                          | —                          | —                          | —                          | —                          | | Side Effects of You               |
| «One Life» (Madcon при участии Келли Роуленд)                                     | 2013 | —                          | —                          | —                          | 6                          | —                          | —                          | 60                         | —                          | 37                         | —                          | - BVMI: Золотой | Icon                              |
| «Let Me Love You» (Pusha T при участии Келли Роуленд)                             | 2013 | —                          | —                          | —                          | —                          | —                          | —                          | —                          | —                          | —                          | —                          | | My Name Is My Name                |
| «Love & Sex, Pt. 2» (Joe при участии Келли Роуленд)                               | 2014 | —                          | —                          | —                          | —                          | —                          | —                          | —                          | —                          | —                          | —                          | | Bridges                           |
| «Say Yes» (Мишель Уильямс при участии Бейонсе и Келли Роуленд)                    | 2014 | —                          | —                          | —                          | —                          | —                          | —                          | —                          | —                          | —                          | 106                        | | Journey to Freedom                |
| «I Know What You Did Last Summer» (Jacob Whitesides при участии Келли Роуленд)    | 2015 | —                          | —                          | —                          | —                          | —                          | —                          | —                          | —                          | —                          | —                          | | без альбома                       |
| «Get It» (Busta Rhymes при участии Missy Elliott and Kelly Rowland)               | 2018 | —                          | —                          | —                          | —                          | —                          | —                          | —                          | —                          | —                          | —                          | | без альбома                       |
| Символ «—» означает, что сингл не попал в чарт или не выпускался в данной стране. |      |                            |                            |                            |                            |                            |                            |                            |                            |                            |                            | |                                   |

### Промосинглы
| «Separated (Remix)» (Avant при участии Келли Роуленд)                             | 2000 | —  | —  | без альбома                  |
| «Make U Wanna Stay» (при участии Joe Budden)                                      | 2003 | —  | —  | Simply Deep                  |
| «Everywhere You Go» (при участии Rhythm of Africa United)                         | 2010 | —  | —  | без альбома                  |
| «Here We Go Again» (Vicky Green при участии Келли Роуленд and Trina)              | 2012 | —  | —  | Kontor House of House Vol 14 |
| «Summer Dreaming 2012» (Project B при участии Келли Роуленд)                      | 2012 | 52 | 62 | без альбома                  |
| «Gimme Love»                                                                      | 2016 | —  | —  | без альбома                  |
| «Crown»                                                                           | 2019 | —  | —  | без альбома                  |
| Символ «—» означает, что сингл не попал в чарт или не выпускался в данной стране. |      |    |    |                              |